# 格里爾 (亞利桑那州)
格里爾（英語：Greer）是位於美國亞利桑那州阿帕契縣的一個人口普查指定地區。根據2010年美國人口普查，該地共人口500人，而該地的面積約為1.37平方千米。

## 地理
格里爾的座標為34°00′36″N 109°27′31″W / 34.01000°N 109.45861°W，而該地最高點為海拔高度2547米（即8356英尺）。